# Прямобалківська сільська рада
Прямоба́лківська сільська́ ра́да — колишня адміністративно-територіальна одиниця та орган місцевого самоврядування в Арцизькому районі Одеської області. Адміністративний центр — село Прямобалка.

## Загальні відомості
Прямобалківська сільська рада утворена в 1961 (1981) році.
- Територія ради: 55,9 км²
- Населення ради: 1 075 осіб (станом на 2001 рік)

## Населені пункти
Сільській раді підпорядковані населені пункти:
- с. Прямобалка

## Населення
Згідно з переписом 1989 року населення сільської ради становило 1059 осіб, з яких 509 чоловіків та 550 жінок.
За переписом населення 2001 року в сільській раді мешкали 1063 особи.

### Мова
Розподіл населення за рідною мовою за даними перепису 2001 року:
| Мова       | Відсоток |
| ---------- | -------- |
| українська | 46,88 %  |
| російська  | 37,58 %  |
| болгарська | 10,42 %  |
| молдовська | 3,91 %   |
| грецька    | 0,56 %   |
| гагаузька  | 0,37 %   |
| румунська  | 0,19 %   |

## Склад ради
Рада складається з 16 депутатів та голови.
- Голова ради: Куц Марія Федорівна
- Секретар ради: Стрезєва Любов Петрівна

### Керівний склад попередніх скликань
| Прізвище, ім'я, по батькові | Основні відомості                                                         | Дата обрання | Дата звільнення |
| --------------------------- | ------------------------------------------------------------------------- | ------------ | --------------- |
| Куц Марія Федорівна         | Сільський голова, 1948 року народження, освіта вища, позапартійна         | 26.03.2006   | 31.10.2010      |
| Куц Марія Федорівна         | Сільський голова, 1948 року народження, освіта вища, член Партії регіонів | 31.10.2010   |                 |

Примітка: таблиця складена за даними сайту Верховної Ради України

### Депутати
За результатами місцевих виборів 2010 року депутатами ради стали:

#### За суб'єктами висування
| Суб'єкт висування                                       | Кількість обраних депутатів | %    |
| ------------------------------------------------------- | --------------------------- | ---- |
| Партія регіонів                                         | 10                          | 62,5 |
| Самовисування                                           | 3                           | 18,8 |
| Політична партія Всеукраїнське об'єднання «Батьківщина» | 2                           | 12,5 |
| Комуністична партія України                             | 1                           | 6,3  |

#### За округами
| № округу                                                | Прізвище, ім'я, по батькові      | Дата визнання обраним | Освіта             | Партійна приналежність                        | Відомості про обраного депутата                 |
| ------------------------------------------------------- | -------------------------------- | --------------------- | ------------------ | --------------------------------------------- | ----------------------------------------------- |
| Комуністична партія України                             |                                  |                       |                    |                                               |                                                 |
| 5                                                       | Кирил Ольга Олександрівна        | 01.11.2010            | середня спеціальна | позапартійна                                  | пенсіонер                                       |
| Партія регіонів                                         |                                  |                       |                    |                                               |                                                 |
| 1                                                       | Маланюк Раїса Василівна          | 01.11.2010            | середня спеціальна | член Партії регіонів                          | пенсіонер                                       |
| 4                                                       | Дівочка Юрій Петрович            | 01.11.2010            | середня            | член Партії регіонів                          | ДП ім. Кутузова, механізатор                    |
| 7                                                       | Іванова Любов Леонтіївна         | 01.11.2010            | середня            | член Партії регіонів                          | ДП ім. Кутузова, бригадир МТФ№ 1                |
| 8                                                       | Стрезєва Любов Петрівна          | 01.11.2010            | вища               | член Партії регіонів                          | сільська рада, секретар                         |
| 9                                                       | Майданюк Віталій Вікторович      | 01.11.2010            | середня спеціальна | член Партії регіонів                          | Член ОПГ                                        |
| 11                                                      | Андреєва Олена Миколаївна        | 01.11.2010            | середня            | член Партії регіонів                          | пенсіонер                                       |
| 12                                                      | Савка Сергій Іванович            | 01.11.2010            | середня спеціальна | член Партії регіонів                          | ДП ім. Кутузова, водій                          |
| 13                                                      | Нікова Валентина Михайлівна      | 01.11.2010            | вища               | член Партії регіонів                          | дитяча дошкільна установа «Вишенька», завідувач |
| 14                                                      | Павліоглу Олександр Пантелійович | 01.11.2010            | середня спеціальна | член Партії регіонів                          | ДП ім. Кутузова, головний енергетик             |
| 16                                                      | Гримак Світлана Григорівна       | 01.11.2010            | вища               | член Партії регіонів                          | Прямобалківська загальноосвітня школа, вчитель  |
| Політична партія Всеукраїнське об'єднання «Батьківщина» |                                  |                       |                    |                                               |                                                 |
| 2                                                       | Бєляєв Олександр Володимирович   | 01.11.2010            | середня спеціальна | член Всеукраїнського об'єднання «Батьківщина» | пенсіонер                                       |
| 3                                                       | Рибаков Олександр Миколайович    | 01.11.2010            | середня            | член Всеукраїнського об'єднання «Батьківщина» | тимчасово не працює                             |
| Самовисування                                           |                                  |                       |                    |                                               |                                                 |
| 6                                                       | Стоянова Олена Дмитрівна         | 01.11.2010            | середня            | член Політичної партії «Сильна Україна»       | пенсіонер                                       |
| 10                                                      | Джигова Наталя Омелянівна        | 01.11.2010            | середня            | член Політичної партії «Сильна Україна»       | ДП ім. Кутузова, охоронець                      |
| 15                                                      | Бушинська Алла Іванівна          | 01.11.2010            | середня спеціальна | член Політичної партії «Сильна Україна»       | приватний підприємець                           |